# Det Hirschsprungske familiebillede
Det Hirschsprungske familiebillede er et oliemaleri af P.S. Krøyer fra 1881.

## Motiv
Det Hirschsprungske familiebillede viser en borgerlig familie og idealforestilling om den lykkelige familie. Maleriet er i en lang tradition af skildringer af den borgerlige familie, der går tilbage til midten af 1700-tallet og videreføres af Jens Juel og C.W. Eckersberg. Familien er samlet omkring et bord på terrassen med kaffe og en flaske "spiritus", Krøyer er ikke selv med på maleriet men hans kaffekop og glas står på bordet.

## Mæcenen Hirschsprung
Hirschsprung fattede tidligt interesse for P.S. Krøyers kunstneriske talent og støttede ham med kunstkøb og delvis finansiering af hans udenlandsophold 1877-81. Krøyer blev ven af hele den hirschsprungske familie. Han førte en personlig korrespondance med Pauline Hirschsprung og portrætterede i flere omgange familiemedlemmerne. Det Hirschsprungske familiebillede vidner om Krøyers nære relationer til familien. Maleriet er malet efter ønske fra Pauline, inden et par sønner skulle på kostskole i Schweiz.

## Persongalleri
Familien ses i en afslappet stund på terrassen ved deres sommerresidensen "Vilhelmsdal" ved Svanemøllen, som de havde lejet et par år. Foruden faderen, Heinrich, og moderen, Pauline, er der de fire sønner og datteren Ellen. Fra venstre ses Ivar, Aage, Oscar og Robert. Den moderen og datteren er placeret tæt ved indgangsdøren med deres strikketøj og knyttes derved til hjemmet og det private, en typisk klassisk rollefordeling. Robert, den ældste søn, læser i avisen. Heinrich og den næstældste søn, Oscar, kigger i Krøyers skitsebog, mens de to yngste skuer ud over terrassens og billedets kant.

## Forstudier
Krøyer lagde et stort forarbejde i billedet, med skitser og tegninger af hvert enkelt familiemedlem, samt flere kompositionsstudier.

## Komposition
Krøyer har anvendt bordets form i kompositionen idet familien er placeret i en ellipse.

## Proveniens
Maleriet er bestilt af Heinrich Hirschsprung og var i familiens eje indtil 1911, hvor Pauline forærede det til Den Hirschsprungske Samling.